# Марвиці (Любуське воєводство)
Марвиці (пол. Marwice) — село в Польщі, у гміні Любішин Ґожовського повіту Любуського воєводства.
Населення — 564 особи (2011).
У 1975-1998 роках село належало до Гожовського воєводства.

## Демографія
Демографічна структура станом на 31 березня 2011 року:
|          | Загалом | Допрацездатний вік | Працездатний вік | Постпрацездатний вік |
| -------- | ------- | ------------------ | ---------------- | -------------------- |
| Чоловіки | 296     | 61                 | 210              | 25                   |
| Жінки    | 268     | 58                 | 160              | 50                   |
| Разом    | 564     | 119                | 370              | 75                   |